# Atractotomus pallidus
Atractotomus pallidus är en insektsart som beskrevs av Stonedahl 1990. Atractotomus pallidus ingår i släktet Atractotomus och familjen ängsskinnbaggar. Inga underarter finns listade i Catalogue of Life.